# São Sebastião da Giesteira
São Sebastião da Giesteira é uma povoação portuguesa do Município de Évora que foi sede da extinta Freguesia de São Sebastião da Giesteira, freguesia que tinha 43 km² de área e 760 habitantes (2011), e, por isso, uma densidade populacional de 17,7 hab/km².
A Freguesia de São Sebastião da Giesteira foi extinta em 31 de Dezembro de 1936, novamente recriada de 22 de Julho de 1975 e outra vez extinta em 2013, no âmbito de uma reforma administrativa nacional, para, em conjunto com a Freguesia de Nossa Senhora da Boa Fé, formar uma nova freguesia denominada União das Freguesias de São Sebastião da Giesteira e Nossa Senhora da Boa Fé da qual é a sede.
Em 1895, foi anexada ao concelho de Montemor-o-Novo, tendo voltado para o concelho (atual município) de Évora em 13 de Janeiro de 1898. Depois disso foi anexada à freguesia de Nossa Senhora da Graça do Divor, em 1911, e assim se manteve até 18 de Outubro de 1926, ano em que foi constituída freguesia autónoma, tendo como anexa a de Nossa Senhora da Boa Fé.

## População
| População da freguesia de São Sebastião da Giesteira | População da freguesia de São Sebastião da Giesteira | População da freguesia de São Sebastião da Giesteira | População da freguesia de São Sebastião da Giesteira | População da freguesia de São Sebastião da Giesteira | População da freguesia de São Sebastião da Giesteira | População da freguesia de São Sebastião da Giesteira | População da freguesia de São Sebastião da Giesteira | População da freguesia de São Sebastião da Giesteira | População da freguesia de São Sebastião da Giesteira | População da freguesia de São Sebastião da Giesteira | População da freguesia de São Sebastião da Giesteira | População da freguesia de São Sebastião da Giesteira | População da freguesia de São Sebastião da Giesteira | População da freguesia de São Sebastião da Giesteira |
| ---------------------------------------------------- | ---------------------------------------------------- | ---------------------------------------------------- | ---------------------------------------------------- | ---------------------------------------------------- | ---------------------------------------------------- | ---------------------------------------------------- | ---------------------------------------------------- | ---------------------------------------------------- | ---------------------------------------------------- | ---------------------------------------------------- | ---------------------------------------------------- | ---------------------------------------------------- | ---------------------------------------------------- | ---------------------------------------------------- |
| 1864                                                 | 1878                                                 | 1890                                                 | 1900                                                 | 1911                                                 | 1920                                                 | 1930                                                 | 1940                                                 | 1950                                                 | 1960                                                 | 1970                                                 | 1981                                                 | 1991                                                 | 2001                                                 | 2011                                                 |
|                                                      |                                                      |                                                      |                                                      |                                                      |                                                      |                                                      |                                                      |                                                      |                                                      |                                                      | 859                                                  | 798                                                  | 790                                                  | 760                                                  |

Criada pelo decreto lei nº 386/75, de 22 de Julho, com lugares desanexados da freguesia de Nossa Senhora da Boa Fé

## Património
- Anta de Pinheiro do Campo